# Гаврилэ, Аделина
Аделина Гаврилэ (рум. Adelina Gavrilă; род. 26 ноября 1978, Брэила) — румынская легкоатлетка, специалистка по тройному прыжку. Выступала на профессиональном уровне в 1995—2012 годах, обладательница бронзовой медали Всемирной Универсиады, многократная чемпионка Балкан и Румынии, участница двух летних Олимпийских игр.

## Биография
Аделина Гаврилэ родилась 26 ноября 1978 года в городе Брэила, Румыния. Занималась лёгкой атлетикой в местном одноимённом клубе «Брэила», позднее также проходила подготовку в клубе «Фарул» из Констанцы.
Впервые заявила о себе на международном уровне в сезоне 1995 года, когда вошла в состав румынской сборной и выступила на юниорском европейском первенстве в Ньиредьхазе, где стала десятой в прыжках в длину и четвёртой в тройных прыжках.
В 1996 году в тройном прыжке выиграла бронзовую медаль на юниорском мировом первенстве в Сиднее.
В 1997 году в той же дисциплине одержала победу на юниорском европейском первенстве в Любляне. С конца 1990-х годов входила в число лучших прыгуний тройным Румынии, неоднократно становилась победительницей зимних и летних национальных чемпионатов, выигрывала чемпионаты Балкан.
В 1998 году заняла 11-е место на чемпионате Европы в Будапеште.
В 1999 году показала 12-й результат на чемпионате мира в помещении в Маэбаси, завоевала бронзовые награды на Всемирной Универсиаде в Пальме и на молодёжном европейском первенстве в Гётеборге, была 11-й на чемпионате мира в Севилье.
В 2000 году среди прочего стала восьмой на чемпионате Европы в помещении в Генте, четвёртой на Кубке Европы в Гейтсхеде.
В 2001 году была восьмой на чемпионате мира в помещении в Лиссабоне, третьей на Франкофонских играх в Оттаве, восьмой на Всемирной Универсиаде в Пекине, тогда как на чемпионате мира в Эдмонтоне в финал не вышла.
В 2002 году отметилась выступлением на чемпионате Европы в помещении в Вене.
В 2003 году с ныне действующим рекордом соревнований 14,23 превзошла всех соперниц на Кубке Европы в помещении в Лейпциге, позднее была восьмой на чемпионате мира в помещении в Бирмингеме, третьей на Кубке Европы во Флоренции, девятой на чемпионате мира в Париже, седьмой на Всемирном легкоатлетическом финале в Монако.
В 2004 году показала седьмой результат на чемпионате мира в помещении в Будапеште. Благодаря череде успешных выступлений удостоилась права защищать честь страны на летних Олимпийских играх в Афинах — в финале прыгнула на 13,86 метра, расположившись в итоговом протоколе соревнований на 15-й строке.
На чемпионате Европы 2005 года в помещении в Мадриде была в своей дисциплине пятой.
В 2006 году заняла третье место на Кубке Европы в Малаге, седьмое место на чемпионате Европы в Гётеборге.
В 2007 году стала пятой на чемпионате Европы в помещении в Бирмингеме, выступила на чемпионате мира в Осаке.
В феврале 2008 года на домашнем турнире в Бухаресте установила свой личный рекорд в тройных прыжках — 14,78 метра, позже стартовала на чемпионате мира в помещении в Валенсии. Принимала участие в Олимпийских играх в Пекине — здесь в ходе предварительного квалификационного этапа прыгнула на 13,98 метра, чего оказалось недостаточно для выхода в финал.
В 2010 году отметилась выступлением на чемпионате мира в помещении в Дохе и на чемпионате Европы в Барселоне.
В 2012 году прыгала тройным на чемпионате мира в помещении в Стамбуле и на чемпионате Европы в Хельсинки, в обоих случаях в финал не вышла. По окончании сезона завершила спортивную карьеру.